# Bugbrooke
Bugbrooke is een civil parish in het bestuurlijke gebied South Northamptonshire, in het Engelse graafschap Northamptonshire met 2692 inwoners.